# Indolestes gracilis
Indolestes gracilis är en trollsländeart. Indolestes gracilis ingår i släktet Indolestes och familjen glansflicksländor. IUCN kategoriserar arten globalt som livskraftig.

## Underarter
Arten delas in i följande underarter:
- I. g. birmanus
- I. g. gracilis
- I. g. peregrinus